# سرهی لیشچوک
سرهی لیشچوک (اوکراینی: Сергій Ліщук؛ زادهٔ ۳۱ مارس ۱۹۸۲) بازیکن بسکتبال اهل اوکراین است.
از باشگاه‌هایی که در آن بازی کرده‌است می‌توان به باشگاه بسکتبال والنسیا اشاره کرد.